# 灰尾鸚嘴魚
灰尾鸚嘴魚，為輻鰭魚綱鱸形目隆頭魚亞目鸚哥魚科的其中一種，分布於印度西太平洋區，包括印尼、關島、日本、帛琉、菲律賓、台灣等海域，體長可達25公分，棲息在外海礁坡，成小群活動，以藻類為食。